# 我的祖國 (馬來西亞)
《我的祖國》 ，是馬來西亞的國歌，此歌曲採用霹靂州州歌的旋律，歌詞內容承諾效忠國王和國家的安全。若此曲在國慶日時，演奏常於前奏有一陣短鼓聲。

## 歷史
在馬來亞联合邦將要獨立時，11個州（當時為11個州，沙巴和砂拉越還沒加入）個個都有自己的州歌，但当时联合邦的国歌为英国国歌《天佑吾王》。為此，馬來亞首相东姑阿都拉曼與當時的政府部門的高級官員組織了一個委員會，以選擇一首適當的國歌。他的建議公布后，便展開了一個世界性的競爭。此賽一共有514人參賽，而且是來自世界各地，但皆被認為不合適 ，其中一位參賽者為英國作曲家本杰明·布里顿。
1957年8月5日，該委員會決定採用霹靂州州歌的旋律，因為它具有傳統南洋風味。最後，此歌曲于1957年在吉隆坡Depoh警察禮堂被正式宣布成為馬來亞的國歌。

## 版本
《我的祖國》拥有4个不同节拍速度的版本：
- 1957年版本（第一版本）
- 1992年版本（第四任首相马哈迪·莫哈末任内改编）
- 2003年版本（第四任首相马哈迪·莫哈末任内改编[4]）
- 2007年版本（第五任首相阿都拉·巴达威任内改编）

近年来，马来西亚政府已对2007年版本进行小部分改动，使其更现代化，并可分为以下版本：
- 2020年版本（第八任首相慕尤丁·莫哈末·雅辛任内改编）
- 2022年版本（第九任首相依斯迈·沙比里·耶谷任内改编）
- 2024年版本（第十任首相安华·依布拉欣任内改编）

马来西亚对外目前一致使用2024年版本，国内各政府机构也将2024年版本作为唯一版本，包括马来西亚各电视频道均会在每天清晨六点（24小时播出频道）以及非24小时播出频道之开台之际播放国歌。民间仍有不少场合使用2007、2020、2022或2024年版本作为国歌。任何2007至2024年版本在使用上皆不违法，但2024版本较适合使用，因包含在2024年新上任的国家元首之画面，而其它版本则使用已卸任国家元首画面。

## 歌詞
《我的祖國》歌詞的法定版本是馬來語版本，馬來語有罗马字母和爪夷文兩種書寫方式，只有在極少的情況之下才使用爪夷文來寫。
| 馬來語 | 華語 (原译)                                                                                              | 華語 |
| --- | --- | --- |
| -{Negaraku, Tanah tumpahnya darahku, Rakyat hidup, Bersatu dan maju, 𝄆 Rahmat Bahagia, Tuhan kurniakan, Raja kita, Selamat bertakhta. 𝄇}- | 我的祖國， 國土裡淌著我的血， 人民生活得 團結和進步。 𝄆 愉悅的祝福， 上蒼御賜， 我們的陛下， 理政安泰！𝄇 | 我的国家， 我出生成长的地方。 各族人民， 团结进步安康。 𝄆 祈愿上苍， 福佑万民安康。 祝吾君王， 国祚万寿无疆。𝄇 |

## 曲名
《我的祖國》一曲的曲名曾經于2003年被公佈轉換為《我的马来西亚》（Malaysiaku）。此事公佈后，有許多人反對。因此，《我的祖國》一曲的馬來語曲名至今仍是。

## 事件

### 黄明志改编国歌事件
《我的祖國》一曲曾經于2007年7月被留學臺灣的馬來西亞學生黃明志改編成音樂錄影帶，並以饒舌的方式唱該歌曲。他將改編的歌曲取名為《我愛我的國家》，上載至YouTube。上載過後，黃明志馬上遇到各界的批評及評論，馬來西亞《星洲日报》報道他的歌曲有接觸到種族和宗教信仰和政治等敏感問題，可能會導致各族人民分裂。馬來西亞政府也表示當局可能會索引《1965年國歌法令》第8（2）條款控告他。有關法令註明，任何人在任何公共場所蓄意表示對國歌不尊重的人，可被判罰款不超過100令吉或監禁不超過1個月。
事後，黃明志及他的父親黃安熙通過时任馬來西亞衛生部長兼馬華公會副總會長蔡細歷對這件事公開道歉，並希望國人及政府能夠接受他的道歉，而此事也可以就此結束。

### 华语唱国歌事件
2019年12月8日，时任马来西亚首相马哈迪·莫哈末在会见浮罗交怡希盟领导层和乡村社区管理理事会主席后的记者会上强调，国歌只能用马来语来唱，不允许使用其他语言。他说：“我们不能以其他语言唱国歌，而课本内出现其他翻译版本的国歌，只是让其他种族理解国歌的意思，而非演唱。”此前网络曾流传芙蓉一所华小学生在课室内以华语唱国歌的视频，引起教育部下令彻查。

## 外部連結
- YouTube上的印尼民謠“Terang Boelan”
- YouTube上的《我的祖國》